# 1857 en mathématiques
Cet article présente les faits marquants de l'année 1857 en mathématiques.

## Naissances

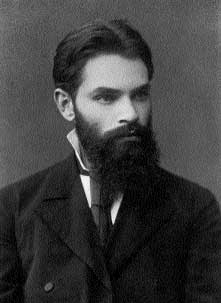
Alexandre Liapounov

- 27 mars : Karl Pearson (mort en 1936), mathématicien britannique.
- 9 avril : Aimé Vaschy (mort en 1899), ingénieur des télégraphes et mathématicien français.
- 12 mai : Oskar Bolza (mort en 1942), mathématicien allemand.
- 6 juin : Alexandre Liapounov (mort en 1918), mathématicien russe.
- 1er juillet : Joseph Larmor (mort en 1942), physicien, mathématicien et homme politique irlandais.
- 18 août : Jean Alexandre Joannis (mort en 1931), mathématicien et physicien français.
- 2 septembre : Luis Octavio de Toledo y Zulueta (mort en 1934), mathématicien espagnol.
- 4 septembre : Jules Andrade (mort en 1933), mathématicien, physicien et horloger français.
- 8 décembre : Jules Molk (mort en 1914), mathématicien français.

## Décès

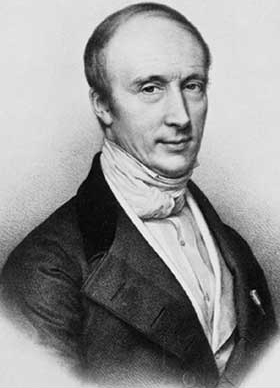
Augustin Louis Cauchy

- 23 mai : Augustin Louis Cauchy (né en 1789), mathématicien français.
- 1er septembre : Joshua King (né en 1798), mathématicien britannique.
- 24 octobre : Charles Guépratte (né en 1777), mathématicien et astronome français.